# Штрбово
Штрбово (мкд. Штрбово) је насеље у Северној Македонији, у јужном делу државе. Штрбово припада општини Ресан.

## Географија
Насеље Штрбово је смештено у југозападном делу Северне Македоније. Од најближег већег града, Битоља, насеље је удаљено 48 km југозападно, а од општинског средишта 25 јужно.
Штрбово се налази у области Доње Преспе, области око северне обале Преспанског језера. Насеље је смештено на источној обали Преспанског језера, док се источно од насеља почиње издизати планина Баба. Надморска висина насеља је приближно 900 метара.
Клима у насељу је планинска због знатне надморске висине.

## Становништво
Штрбово је према последњем попису из 2002. године имало 184 становника. 
Већину становништва чине етнички Македонци (100%).
Већинска вероисповест је православље.